# Galan (Hautes-Pyrénées)
Galan (okzitanisch gleichlautend) ist eine französische Gemeinde mit 698 Einwohnern (Stand: 1. Januar 2022) im Département Hautes-Pyrénées in der Region Okzitanien. Sie gehört zum Kanton La Vallée de l’Arros et des Baïses im Arrondissement Bagnères-de-Bigorre. Die Bewohner nennen sich Galanais.

## Geografie
Galan liegt auf dem Plateau von Lannemezan, etwa zwölf Kilometer nördlich von Lannemezan auf einem Bergrücken zwischen den parallel nach Norden fließenden Flüssen Petite Baïse und Baïsole. Nachbargemeinden sind Libaros im Westen und Norden, Tournous-Devant im Norden, Sabarros im Nordosten, Recurt im Osten, Galez im Süden, Bonrepos im Süden und Südwesten sowie Montastruc im Südwesten und Westen.

## Bevölkerungsentwicklung
| Jahr                       | 1962 | 1968 | 1975 | 1982 | 1990 | 1999 | 2006 | 2013 | 2020 |
| Einwohner                  | 852  | 947  | 931  | 917  | 849  | 804  | 757  | 733  | 698  |
| Quellen: Cassini und INSEE |      |      |      |      |      |      |      |      |      |

## Sehenswürdigkeiten

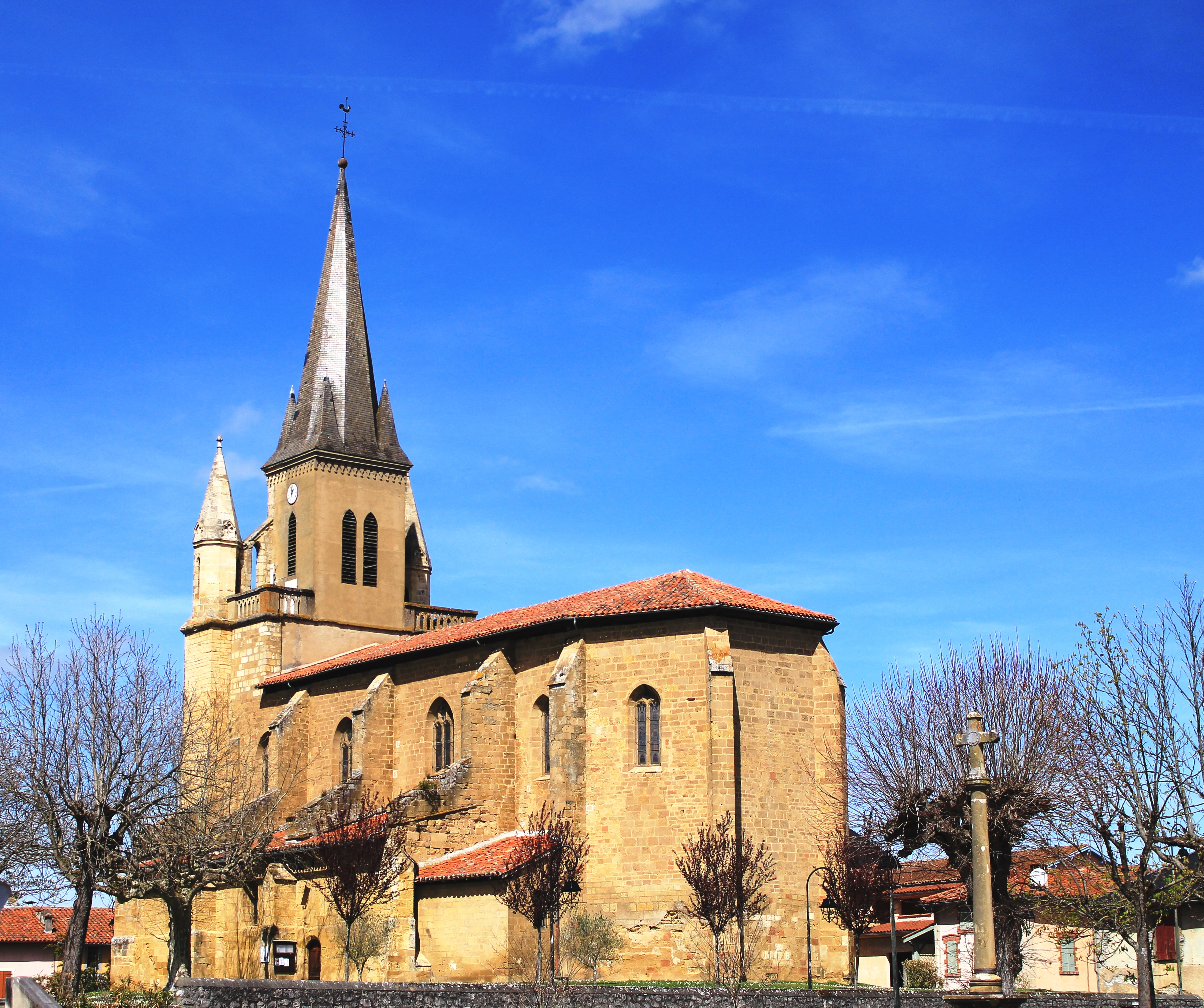
Kirche Saint-Julien
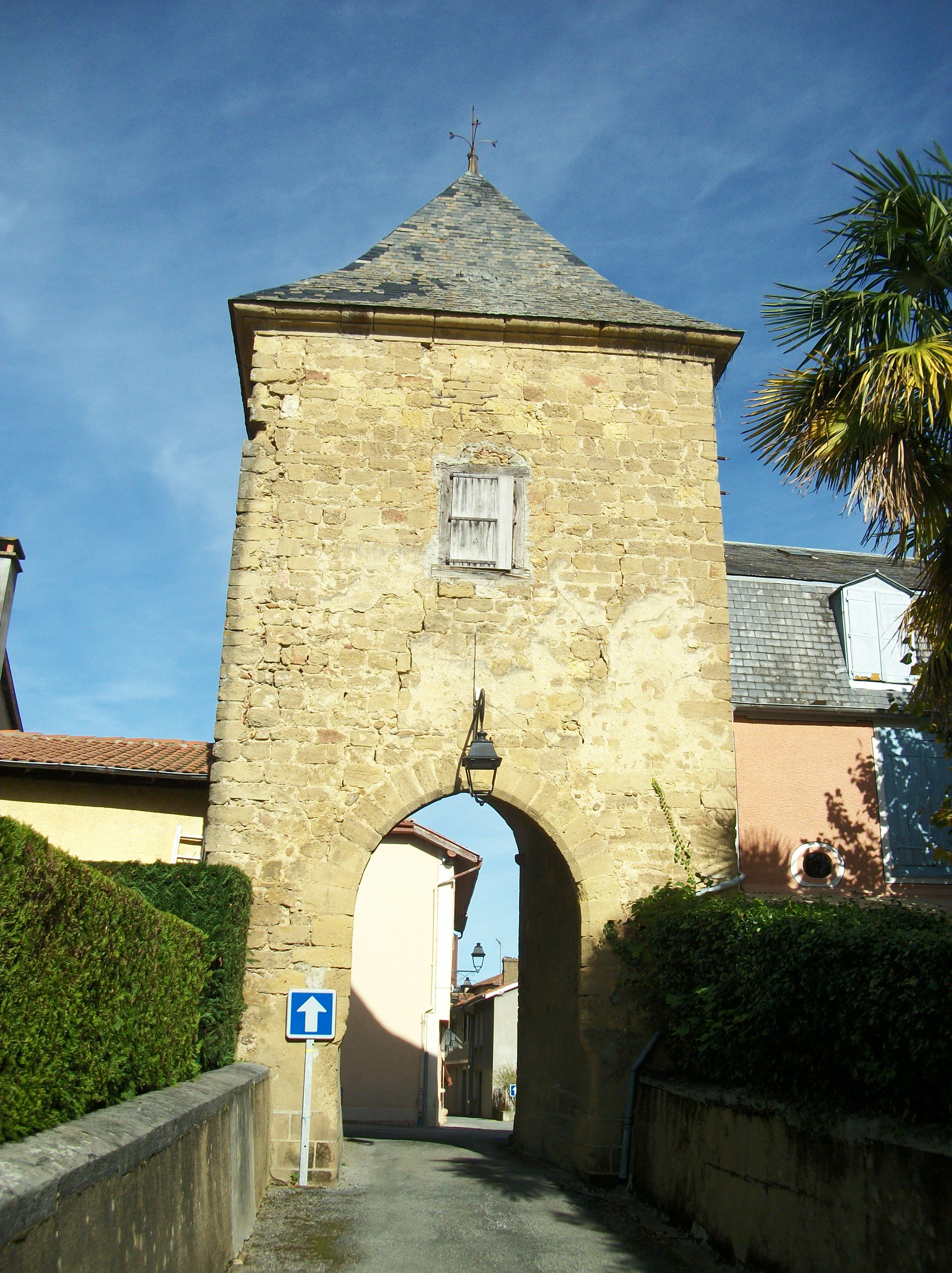
Tor in der Ortsbefestigung
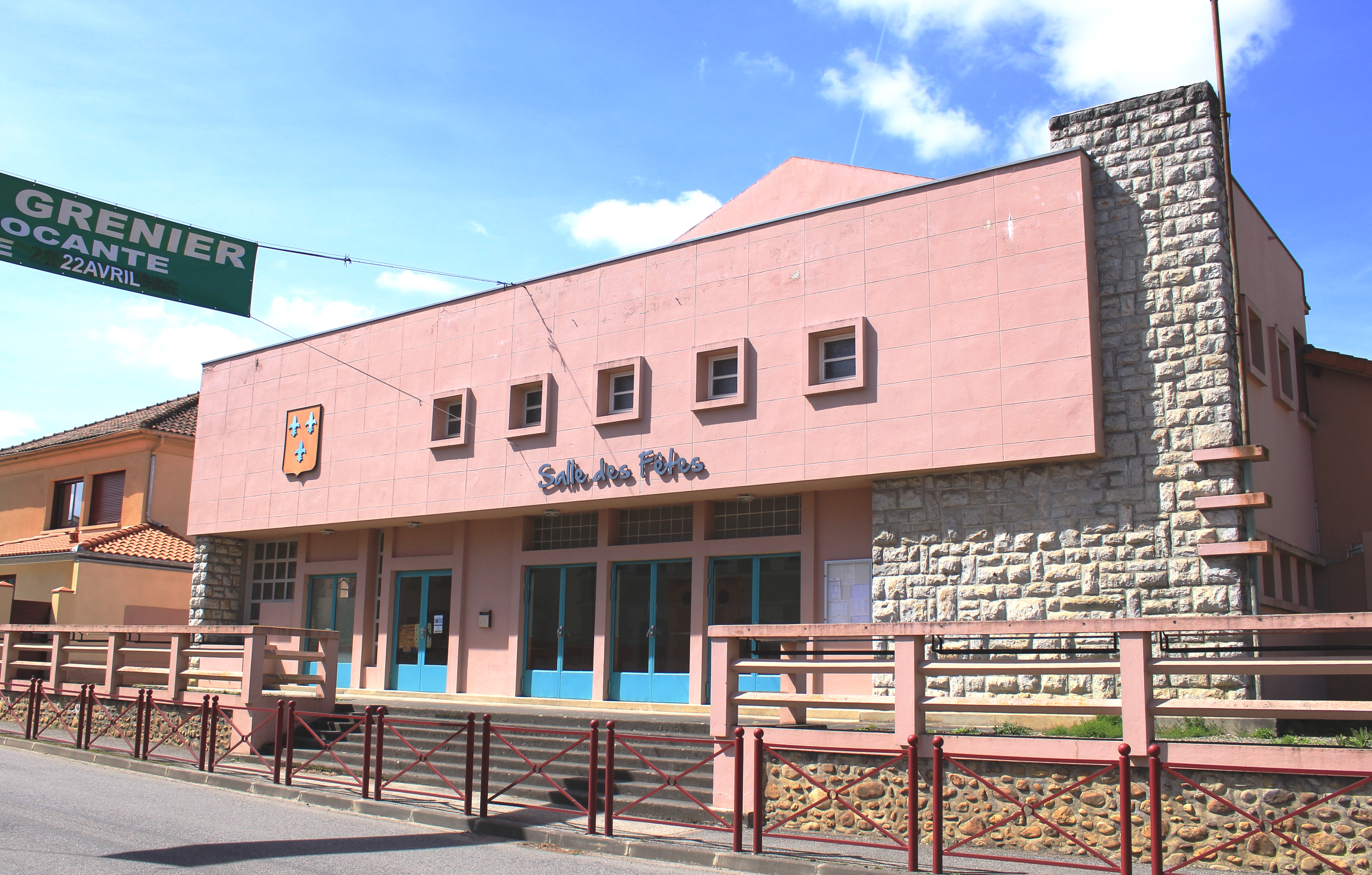
Gemeindefesthalle
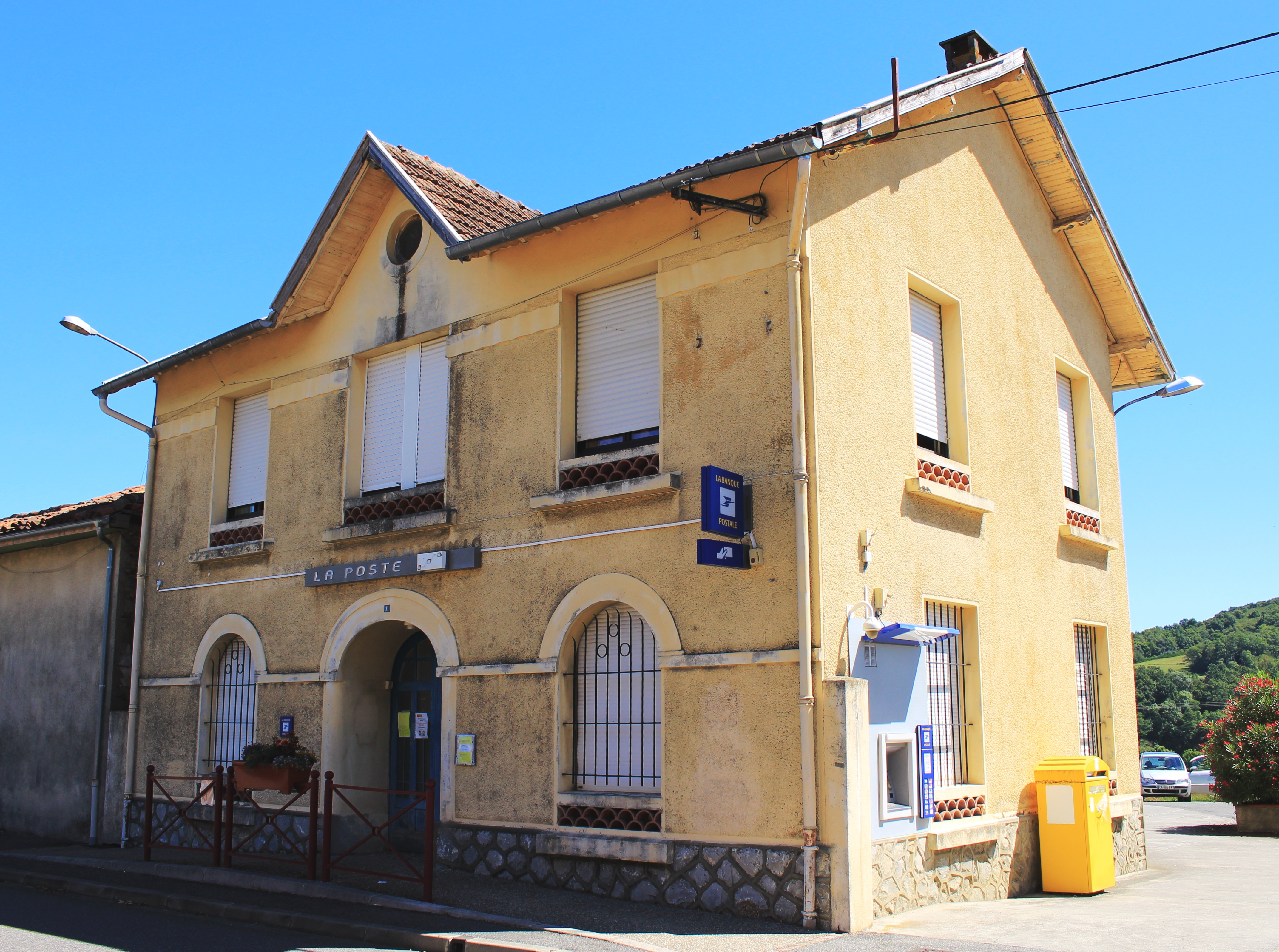
Postamt
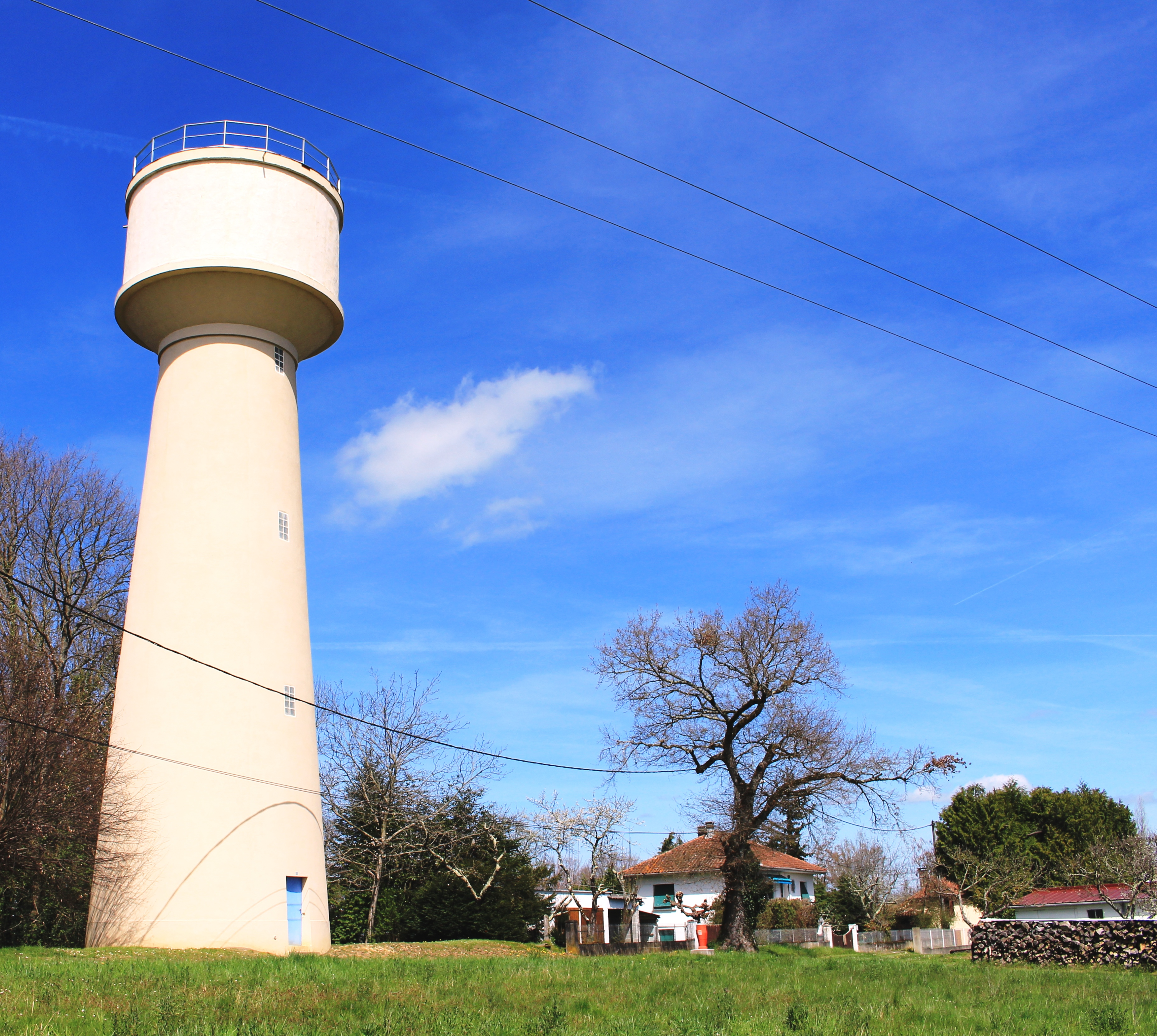
Wasserturm
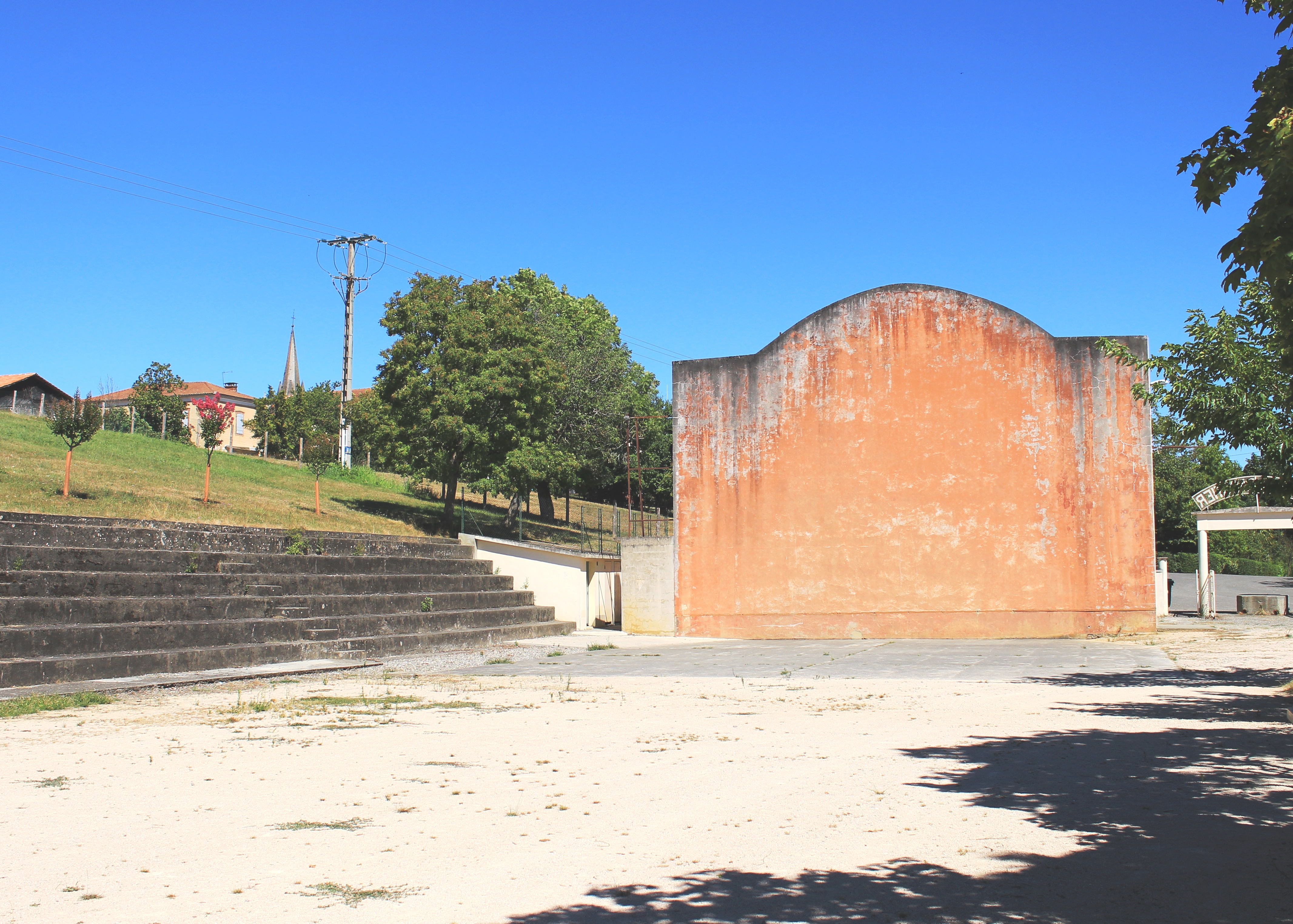
Frontón

- Ortsbefestigung

- Kirche Saint-Julien
- Tor in der Ortsbefestigung
- Gemeindefesthalle
- Postamt
- Wasserturm
- Frontón

## Persönlichkeiten
- Rolf Thiele (* 1942), Künstler, lebt und arbeitet hier
- Françoise Bertin (1925–2014), Schauspielerin